# Idiochlora xanthochlora
Idiochlora xanthochlora är en fjärilsart som beskrevs av Swinhoe 1894. Idiochlora xanthochlora ingår i släktet Idiochlora och familjen mätare. Inga underarter finns listade i Catalogue of Life.